# Pons z Toulouse
Pons Guillaume de Toulouse (997 – 1060 Toulouse), též známý jako Pons II., byl mezi lety 1037 a 1060 hrabě z Toulouse, Albi, Agen a Quercy. Jeho otec byl Guillaume III., hrabě z Toulouse a jeho matka byla Ema, hraběnka z Provence. 

## Život
Z jeho mládí a dospívání nejsou dochovány žádné informace. První informace jsou až z roku 1037, kdy jako starší syn zdědil majetek po otcově smrti. Dědictví po matce připadlo v roce 1062 Ponsově bratru Bertrandovi z Provence. První manželkou se stala Majore (je známé jen jméno, bližší informace nejsou) a s ní získal území Albigensians a Nîmes. Pons II. se tím zasloužil o další rozmach hraběcího rodu z Toulouse, který vyvrcholil za života jeho nejmladšího syna Raymonda. Pons de Toulouse zemřel roku 1063 v Toulouse a je pohřben v kostele Saint-Sernin. V závěti odkázal všechen svůj majetek nejstaršímu synovi Guillaumovi. V případě, že by on neměl žádného mužského dědice, připadlo by vše nejmladšímu synovi Raymondovi.

### Manželství a děti
První manželkou byla Majore, kterou si vzal v roce 1022, avšak ta v roce 1044 zemřela. S Majore měl Pons jediného syna – Ponse mladšího, kterého nechal vydědit. Druhou manželkou se stala Almodis de la Marche.
Ta mu dala 4 děti:
- Guillaume IV., hrabě z Toulouse
- Raimond IV., hrabě ze Saint-Gilles, později z Toulouse a Tripolisu
- Almodis z Toulouse
- Hugo z Toulouse